# Julia Alekseyeva
Julia Alekseyeva (* 1988 in Kiew, Ukrainische SSR) ist eine in Chicago aufgewachsene US-amerikanische Autorin und Zeichnerin aus einer russisch-jüdischen Immigrantenfamilie. Ihre Graphic Novel Sovjet Daughter basiert auf den Tagebüchern ihrer Urgroßmutter Khinya „Lola“ Ignatovskaya (geb. 9. Januar 1910 in Дніпро / Dnipro, Российская империя / Russisches Kaiserreich; gest. 19. Februar 2010 in Chicago, USA). Alekseyeva ist Assistant Professor of English and Cinema & Media Studies an der University of Pennsylvania.

## Werdegang
Alekseyeva ist die Tochter von Lena Alekseyeva. Die Ehe der Eltern wurde noch im Jahr von Julias Geburt geschieden, es gab fortan keinerlei Kontakt. Das Mädchen wuchs mit ihrer Mutter, deren Eltern und der Urgroßmutter auf. 1992 emigrierte die Familie „from what had just become Ukraine“ in die USA. In amtlichen Dokumenten war die Zugehörigkeit zur jüdischen Minderheit und Konfrontation mit Antisemitismus als Grund für die Auswanderung angegeben, als Erwachsene wurde Alekseyeva bewusst, dass Tschernobyl ein ebenso ausschlaggebender Faktor war.
Frühe Kindheitserinnerungen von Julia Alekseyeva haben vor allem mit der schwierigen Situation zu tun, die noch fremde Sprache nicht zu können. Da ihre Mutter Arbeit suchte und die Großeltern die Mutter zu unterstützen versuchten, entwickelte Julia eine enge Bindung zur Urgroßmutter Lola. Bald lebte Julia zweisprachig mit ihrer Muttersprache Russisch und dem neuen Englisch – ihre Sozialisation und Schulbildung führten an die Columbia University (ab 2006, BA 2010) und nach Harvard, wo sie Vergleichende Literaturwissenschaft studierte. 2017 promovierte sie, mit Film and Visual Studies als Zweitfach. Für ihre Dissertation forschte Alekseyeva über „avant-garde documentaries in Japan, France, and the USSR, from the 1920s to the 1960s“. Beiträge von ihr erschienen in The Paper Brigade, The Journal of Japanese and Korean Cinema und The Cine-Files, zudem schrieb sie für The Brooklyn Rail. Von 2018 bis 2019 war sie Postdoctoral Fellow am Reischauer Institute of Japanese Studies, anschließend wurde sie Assistant Professor an der „Penn“ University.
Alekseyeva kuratierte Filmretrospektiven im Spectacle Theater und am Davis Center for Russian and Eurasian Studies. Zu ihren Forschungsschwerpunkten zählen „experimental and avant-garde animation practices, non-fiction graphic narratives, animated documentaries, and gender and sexuality within political avant-garde cinema“.
2012 erfuhren die Zeichnungen Alekseyevas erstmals öffentliche Aufmerksamkeit, als sie die Eingabe in einem Prozess USA vs. Apple illustrierte. 2017, noch vor Abschluss ihres Studiums, erschien Sovjet Daughter. 2018 sprach Alekseyeva bei der MLA Jahreskonferenz zum Thema Between Strange and Familiar. Old New York in Contemporary Jewish Comics.
Ihren Lebensmittelpunkt hatte Alekseyeva chronologisch in Kiew, Chicago, New York City, Paris, Cambridge, Kanazawa, Yokohama und Brooklyn. Während der Zeit in Brooklyn lebte sie mit ihrem Partner und einem Hund namens Leopold Bloom.

## Wissenschaftliche Beiträge (Auswahl)
- Nuclear Skin. Hiroshima and the Critique of Embodiment in Affairs Within Walls, in Matthew Edwards (Hrsg.): The Atomic Bomb in Japanese Cinema. Critical Essays. McFarland, 2015, ISBN 9780786479122

- Butterflies, Beetles, and Postwar Japan. Semi-documentary in the 1960s, Journal of Japanese and Korean Cinema, 9/1, 2017

- Chris Marker’s Animated Owls. Affects of Estrangement, The Cine-Files 12/2017

- Spirit Princess and Snow Queen. The Soviet Roots of Princess Mononoke, in Rayna Denison (Hrsg.): Princess Mononoke. Understanding Studio Ghibli's Monster Princess, Bloomsbury Publishing, London, 2018, ISBN 9781501329760

- “Self-revolutions of everyday life”. The Politics of ATG, The Sixties, 14/2, 2021

## Sovjet Daughter
Sovjet Daughter. A Graphic Revolution erschien 2017 bei Microcosm, Portland (ISBN 978-1621069690). Das Buch hat die Aufzeichnungen von Alekseyevas Urgroßmutter zur Grundlage. Es visualisiert Schrift und transformiert Fotografien aus dem Familienalbum sowie aus historischen Archiven. Zwischenkapitel blenden ins Leben der erwachsenen Autorin, in die US-amerikanische Gegenwart.
Im Erscheinungsjahr wurde das Buch mit dem Diversity Award der Virginia Library Association (VLA) ausgezeichnet. Die Begründung sprach von einem „stunning work of oral history“. Das Werk lasse an „graphic memoirs“ wie Maus. Die Geschichte eines Überlebenden und Fun Home sowie Persepolis denken, und Soviet Daughter stelle seinem Lesepublikum „a pair of truly iconoclastic Jewish women“ vor.
Dalia Wolfson (Jewish Book Council) besprach das „mixed-memoir format“ und hob eine Stelle als bezeichnend hervor, da sie die heikle Dynamik („the delicate dynamics“) von Soviet Daughter anschaulich auf den Punkt bringe: „We see pages within the page: Julia’s notebook opens outward to show different pencil drawings of Lola, facing forward, facing away“. Inhaltlich bedeutet das für die Rezensentin: „Lola remembers, and Julia reframes and reconstructs from many different angles, the two women connecting and finding a common language across time“.